# Antoni Linke
Antoni Linke (ur. 22 maja 1902 w Poznaniu, zm. 5 grudnia 1982 w Szczecinie) – polski profesor nauk przyrodniczych, specjalista w zakresie entomologii stosowanej i zoologii stosowanej, uczestnik kampanii wrześniowej, nauczyciel akademicki

## Życiorys
Antoni Linke spędził dzieciństwo i młodość w Poznaniu. Jako harcerz brał udział w Powstaniu Wielkopolskim. Studia na Uniwersytecie Poznańskim rozpoczął na Wydziale Prawno-Administracyjnym, ale po roku zmienił na kierunek na rolniczo-leśny. W czasie studiów należał do Korporacji Studentów Uniwersytetu Poznańskiego (Konwent „Posnania”), utworzonej 4 stycznia 1921. Jej dewiza brzmiała: Hosti frontem, pectus amico (Wrogowi stawiamy czoła, przyjacielowi dajemy serce), a celem było utrzymanie polskości wśród polskiej emigracji (opieka nad Polakami poza granicami Polski).
W 1928 ukończył studia na Wydziale Rolniczo-Leśnym z dyplomem inżyniera leśnictwa, po czym podjął pracę w Katedrze Zoologii i Entomologii. Stopień naukowy doktora leśnictwa otrzymał w 1933. Pracę przerwał wybuch II wojny światowej.
We wrześniu 1939 brał udział w bitwach nad Bzurą (9–22 września), pod Nakłem i pod Kutnem (10–17 września). Po dostaniu się do niewoli pracował (1939–1945) – początkowo jako robotnik leśny, a później nadleśniczy – w województwie świętokrzyskim (okolice wsi Bałtów, Ruda Kościelna, Lasocin).
Po zakończeniu II wojny światowej wrócił do Poznania i został ponownie zatrudniony na Uniwersytecie Poznańskim. W latach 1945–1954 prowadził prace w gospodarstwach rolnych Golęcin i Żabikowo, był współorganizatorem Nadleśnictwa Fundacji Kórnickiej, zorganizował Zakład Użytków Niedrzewnych na Wydziale Leśnictwa Wyższej Szkoły Rolniczej w Poznaniu. W 1951 otrzymał stopień naukowy doktora habilitowanego.
W 1954 współorganizował nowo tworzoną uczelnię – Wyższą Szkołę Rolniczą w Szczecinie. Był pierwszym dziekanem jedynego wówczas wydziału – Wydziału Rolnego – oraz organizatorem i kierownikiem Katedry Zoologii. Zorganizował pierwszy zamiejscowy punkt konsultacyjny WSR – Zawodowe Studium Zaoczne w Koszalinie. W latach 1959-1961 był dziekanem Wydziału Rolniczego.
W 1965 otrzymał tytuł naukowy profesora nadzwyczajnego nauk przyrodniczych.
Profesor Antoni Linke był współorganizatorem Szczecińskiego Towarzystwa Naukowego oraz aktywnym członkiem Polskiego Towarzystwa Zoologicznego i Ligi Ochrony Przyrody. Należał do rad naukowych Słowińskiego i Wolińskiego Parku Narodowego oraz Ogrodu Dendrologicznego w Przelewicach.
Opublikował ponad 80 prac naukowych. Wypromował ok. 100 magistrów inżynierów.
Na emeryturę przeszedł w 1972. Zmarł w 1982 i został pochowany na Cmentarzu Centralnym w Szczecinie (kw. 24A/9/2).

## Wybrane publikacje
- Klucz do określania rodzin tęgopokrywych (Coleoptera). Państwowa Szkoła Ogrodnictwa Poznań 1934, 18 ss.[11]
- Klucz do określania uszkodzeń zwierzęcych na roślinach warzywnych. Państwowa Szkoła Ogrodnictwa Poznań 1934, 62 ss.[12]
- Szkodniki roślin warzywnych. Państwowa Szkoła Ogrodnictwa Poznań 1938, 122 ss.[13]
- O szkodliwości i biologicznym zwalczaniu chrabąszczy. „Biologia a życie” 1938, 3, s. 177-182[14]
- Ćwiczenia z zoologii. PWN Warszawa 1953, 93 ss.[15]
- Pszczelnictwo. PWN Warszawa 1956, 249 ss.[16]
- Ptaki Wolińskiego Parku Narodowego. Wydaw. Artystyczno-Graficzne. Redakcja Morska 1974, 19 ss.[17]

## Odznaczenia i wyróżnienia[5]
- Krzyż Kawalerski i Oficerski Orderu Odrodzenia Polski
- Krzyż Walecznych
- Wielkopolski Krzyż Powstańczy
- Medal Zwycięstwa i Wolności